# Raffaello Foresi
Raffaello Foresi (Portoferraio, 6 novembre 1820 – Portoferraio, 12 ottobre 1876) è stato un letterato italiano.

## Biografia
Nacque a Portoferraio da Jacopo Foresi e da Maria Guarello. Dopo aver frequentato la facoltà di Letteratura all'Università di Pisa, nel 1845 si stabilì a Firenze dove iniziò a studiare canto - era un bravo baritono - con i maestri Luigi Ronzi, Carlo Ruga e Domenico Ronconi. Dall'aprile del 1856 fino al 10 ottobre 1857 gli fu riservata un'importante sezione di critica musicale sul periodico fiorentino Il Passatempo. Fu grande amico ed estimatore di Gioachino Rossini. Dopo l'uscita dal Passatempo, nel 1858 fondò con il fratello Alessandro, Pietro Fanfani e Antonio Fantacci la rivista mensile Il piovano Arlotto, in omaggio al religioso medievale Arlotto Mainardi e alla sua filosofia di vita, con il sottotitolo Capricci mensuali d'una brigata di begli umori: la rivista si occupava di critiche musicali e teatrali, di "belle lettere" e poco velatamente di politica. Su questo mensile vi scrissero fra i più importanti scrittori dell'epoca e fu lodato dalle menti più eccelse di quel periodo, ma il forte substrato politico emerse veementemente e la pubblicazione nel 1860 di una lunga difesa di Francesco Domenico Guerrazzi ne decretò la fine.
Il Foresi tuttavia continuò a scrivere su vari quotidiani e periodici dell'epoca come La Nuova Europa, La Lanterna, Il Buon Gusto, sempre con pseudonimi: il principale fu Marco, ma anche Alamiré, Becca, Nota Manus. 
I suoi scritti riguardavano in gran parte la politica dell'Italia unita del 1860 verso la quale il Foresi si poneva in forte contrasto in particolare con l'apparato burocratico e clientelare che si stava via via formando. 
Grazie al suo ingegno e alla sua forte erudizione fu amico di letterati e artisti della Firenze dell'epoca, primo dei quali Antonio Ciseri col quale si era instaurato un forte legame che durerà fino alla prematura morte del Foresi.
Fin dal 1855 si era appassionato alla raccolta delle ricchezze mineralogiche della sua isola natale, ma dopo le delusioni editoriali e politiche vi si dedicò più assiduamente anche con l'aiuto del mineralogista Luigi Celleri, riuscendo così ad allestire una collezione di minerali presentata nel 1861 all'Esposizione Italiana di Firenze.
Contestualmente Raffaello Foresi, sempre attento agli studi e alle nuove teorie evoluzionistiche, si rese conto che fra i minerali da lui raccolti sul territorio elbano vi erano dei manufatti lapidei e fu così che iniziò anche delle approfondite ricerche paletnologiche su tutto il territorio elbano e particolarmente in quello di Lacona, rinvenendo moltissimi strumenti litici del Paleolitico, dei quali ben 1.256 furono esposti alla Mostra Universale di Parigi del 1867, diventando oggetto di studio e di diatribe con i più importanti studiosi del tempo, tra cui Igino Cocchi, Gaetano Chierici e Luigi Pigorini. Raffaello Foresi comunque, grazie alle scoperte effettuate sul territorio elbano e a degli scavi condotti nel 1865 sull'isola di Pianosa, è considerato lo scopritore dell'"Età della Pietra" nell'Arcipelago Toscano.
Nel 1871 al Congresso Internazionale Antropologia di Bologna espose vari strumenti litici rinvenuti all'Elba associandoli ad altri trovati nei terreni della marchesa Vittorina Altoviti Avila nel Valdarno Superiore: Émile Cartailhac e Paul Cazalis de Fondouce vi rinvennero alcuni oggetti contraffatti che determinarono l'accusa di poca originalità della collezione e un forte amareggiamento del Foresi che in effetti per alcuni oggetti era stato ingannato da chi veniva pagato per fare delle ricerche sul territorio dell'Elba.
Dopo il 1871 lasciò Firenze per trasferirsi a Portoferraio dove iniziò dal 1872 ad allestire a sue spese il Museo Foresi: la summa di tutte le sue indagini mineralogiche ed archeologiche. Nel frattempo, morto il padre Jacopo - ricchissimo imprenditore vitivinicolo - iniziò con fatica e con vari imprevisti a gestire il vasto patrimonio immobiliare e di coltivazioni di viti lasciatogli in eredità. Nell'ottobre del 1876, provato da varie traversie domestiche, si spense improvvisamente a soli 56 anni.
Il figlio di Raffaello Foresi, Mario, studioso, letterato e fotografo, ha donato nel 1923 il nucleo centrale di quella che oggi è la Biblioteca e Pinacoteca Foresiana di Portoferraio con circa 14.000 volumi. Sempre il figlio si impegnò perché nel 1892 venisse intitolato al padre Raffaello il Reale Istituto Tecnico di Portoferraio oggi "ISIS Raffaello Foresi".

## Il Museo Foresi
La raccolta paletnologica e mineralogica di Raffaello Foresi fu esposta dal 1873 al 1876 a Portoferraio nel Museo Foresi, da lui ideato e costituito all'interno di un edificio, di proprietà del Genio militare ma in concessione al Municipio, presso il Ponticello, subito fuori dalle mura di Portoferraio. I pezzi più famosi erano rappresentati dai cosiddetti Quattro Evangelisti, grandi blocchi pegmatitici costellati di tormalina e berillo rinvenuti a San Piero in Campo, ma vi erano rappresentati tutti i preziosi minerali che il sottosuolo elbano custodiva. In una lettera del 17 gennaio 1876 indirizzata a Raffaello Foresi dal geologo tedesco Gerhard Vom Rath si legge che «...per farsi una giusta idea delle ricchezze mineralogiche dell'Elba e della bellezza delle sue cristallizzazioni, è d'uopo assolutamente vedere e studiare la Collezione Foresi. Sarebbe oggi impossibile porre assieme una seconda raccolta di minerali elbani della stessa bellezza e dello stesso valore.». Lo stesso Vom Rath nello stesso anno, dopo aver scoperto nelle collezioni elbane un minerale sconosciuto, gli dette il nome di "Foresite" proprio in omaggio a Raffaello.
Il museo fu visitato dai più insigni studiosi italiani ed europei che lasciarono le loro firme nell'Albo delle presenze, oggi conservato nell'archivio del dipartimento di Mineralogia dell'Università di Firenze. Il Foresi decise di donare in beneficenza all'Asilo infantile di Portoferraio tutti gli introiti dei biglietti del museo e istituì l'apertura gratuita una volta l'anno per le persone che non potevano permettersi di pagare una lira di biglietto.
Il 24 dicembre 1876, alcuni mesi dopo la morte di Raffaello Foresi, la raccolta fu venduta dal figlio Mario per 35 000 lire all'Istituto di Studi Superiori di Firenze tramite l'interessamento del chimico e fotografo Giorgio Roster e fu sistemata nei locali della Specola; nel 1880 la collezione mineralogica fu spostata nell'attuale sede in Piazza San Marco. Oggi i materiali sono esposti in vari musei: in quello di Storia Naturale del dipartimento di Mineralogia dell'Università di Firenze, in quello di Antropologia sempre dell'Università di Firenze e nel Museo Archeologico del Distretto Minerario di Rio nell'Elba.

## Opere
- Foresi R., "Diario della fuga da Lacona a Civitavecchia", a cura di Giuseppe Battaglini, in "L’Elba s’è desta", Portoferraio 1999
- Foresi R. (Marco), "F.D. Guerrazzi difeso da messere Arlotto Mainardi piovano di San Cresci a Maciuoli", Genova 1860
- Foresi R., "Dell’età della pietra all’isola d’Elba e di altre cose che fanno da accompagnatura", Firenze tip. del Diritto 1865
- Foresi R., "Sopra una collezione composta di oggetti antistorici trovati nelle isole dell’Arcipelago Toscano e inviata alla mostra universale di Parigi" Lettera di Raffaello Foresi al professore L. Simonin, Firenze tip. del Diritto 1867
- Foresi R., "Sopra una collezione di oggetti antistorici delle isole d’Elba, di Pianosa e del Giglio inviata alla mostra universale di Parigi da Raffaello Foresi", estratto da La Nazione N° 85 del 1867
- Foresi R. (Marco), "Sciloma di Marco al professore G.A. Biaggi" estratto del Diritto settembre 1868
- Foresi R., "Nota d’oggetti preistorici inviata al prof. Luigi Pigorini per l’Annuario Italiano del 1870", Firenze 1870